# Across the River and Into the Trees
Across the River and Into the Trees ist ein Filmdrama von Paula Ortiz, das im März 2022 beim Sun Valley Film Festival seine Premiere feierte. Der Film basiert auf dem Roman Über den Fluss und in die Wälder von Ernest Hemingway aus dem Jahr 1950.

## Handlung

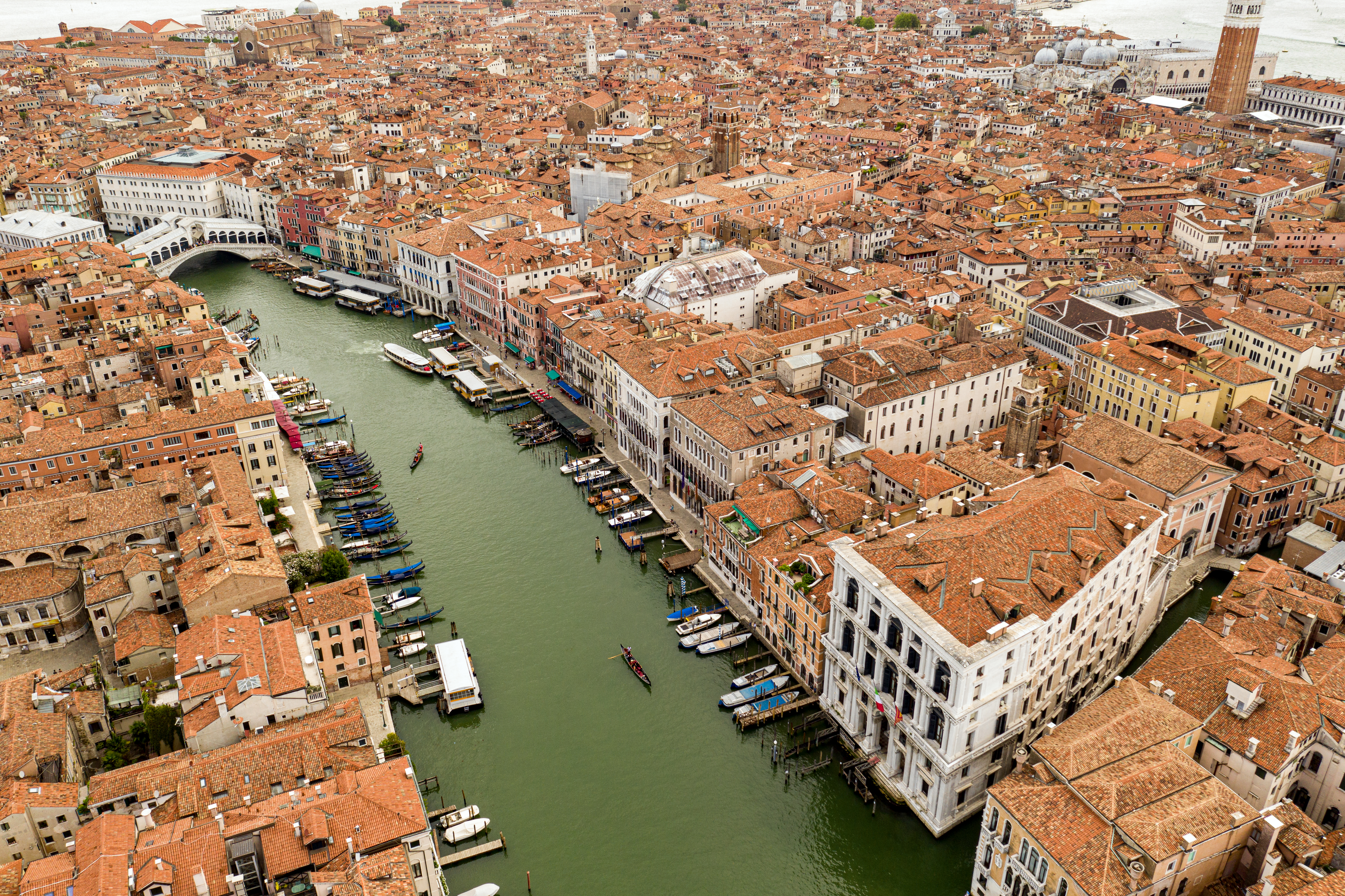
Der in Triest stationierte Oberst Richard Cantwell will sich in Venedig entspannen

Oberst Cantwell ist zwar den Schlachtfeldern des Zweiten Weltkriegs entronnen, aber der Kriegsheld ist von den Schrecken gezeichnet.
Er zieht sich für das Wochenende nach Venedig zurück und lässt sich von seinem Fahrer zu seinen Lieblingsplätzen in der italienischen Stadt bringen. Er lernt Renata kennen, eine junge Frau, die den Lebensfunken in ihm wieder entfacht.

## Produktion
Der Film basiert auf dem Roman Über den Fluss und in die Wälder von Ernest Hemingway, der 1950 unter dem englischen Titel Across the River and into the Trees erschien. Regie führte Paula Ortiz. Das Drehbuch schrieb Peter Flannery.
Liev Schreiber spielt in der Hauptrolle Infanterieoberst/Colonel Richard Cantwell. Während der Dreharbeiten erfuhr Schreiber, dass sein Vater ein Sarkom an seinem Bein gefunden hatte, das schnell wuchs. Die Aufnahmen wurden daraufhin für einige Zeit unterbrochen, damit Schreiber seinen Vater in Seattle besuchen und zur Behandlung in eine Klinik bringen konnte. Der Tumor hatte sich bereits in dessen Lunge ausgebreitet. Zurück in Venedig erfuhr er von seinem Vater, dieser wolle keine Chemotherapie machen und plane, seinem Leben ein Ende zu setzen. Matilda De Angelis spielt Renata Contarini. Josh Hutcherson ist in der Rolle von Richard Cantwells Fahrer Jackson zu sehen.
Die Dreharbeiten fanden in Venedig statt. Als Kameramann fungierte der Spanier Javier Aguirresarobe.
Die Filmmusik stammt von dem britischen Komponisten Ed Shearmur.
Der Film feierte am 30. März 2022 beim Sun Valley Film Festival in Anwesenheit der Schauspielerin Mariel Hemingway, der Enkelin von Ernest Hemingway, seine Premiere.